# Reichsstädtekollegium
Das Reichsstädtekollegium (auch Reichsstädterat, Reichsstädtebank) war die Kurie der Freien und Reichsstädte des Reichstages des Heiligen Römischen Reiches.

## Geschichte
| Schwäbische Bank      | Rheinische Bank   |
| --------------------- | ----------------- |
| Regensburg            | Köln              |
| Augsburg              | Aachen            |
| Nürnberg              | Lübeck            |
| Ulm                   | Worms             |
| Esslingen             | Speyer            |
| Reutlingen            | Frankfurt am Main |
| Nördlingen            | Goslar            |
| Rothenburg            | Bremen            |
| Schwäbisch Hall       | Hamburg           |
| Rottweil              | Mühlhausen        |
| Überlingen            | Nordhausen        |
| Heilbronn             | Dortmund          |
| Schwäbisch Gmünd      | Friedberg         |
| Memmingen             | Wetzlar           |
| Lindau                |                   |
| Dinkelsbühl           |                   |
| Biberach              |                   |
| Ravensburg            |                   |
| Schweinfurt           |                   |
| Kempten               |                   |
| Kaufbeuren            |                   |
| Weil                  |                   |
| Wangen                |                   |
| Isny                  |                   |
| Pfullendorf           |                   |
| Offenburg             |                   |
| Leutkirch             |                   |
| Windsheim             |                   |
| Wimpfen               |                   |
| Weißenburg im Nordgau |                   |
| Giengen               |                   |
| Gengenbach            |                   |
| Zell am Harmersbach   |                   |
| Buchhorn              |                   |
| Aalen                 |                   |
| Buchau                |                   |
| Bopfingen             |                   |

Erstmals auf der Reichsversammlung in Worms 1255, die im Umfeld des Rheinischen Bundes stattfand, ist die Teilnahme städtischer Vertreter an einer solchen Versammlung belegt.
Auf dem Reichstag von 1495 waren die Städte selbst noch unsicher, ob sie an den Beratungen teilnehmen sollten. Seit 1540 forderten sie ihre Teilnahme dann vernehmlich. Ihr Hauptargument war ihre Nähe zu Kaiser und Reich. Sie wollten nicht nur Leistungen in Form von Steuern oder durch das Stellen von Soldaten erbringen, sondern in reichspolitischen Fragen mitbestimmen. Die Neubildung der Städtekurie förderte die institutionelle Verfestigung der Reichstage.
Gegenüber den beiden höheren Kurien des Reichstages, dem Kurfürstenrat und dem Reichsfürstenrat, hatte die Stimme der Reichsstädte zunächst minderes Gewicht und konnte bei reichsfürstlichen Angelegenheiten ignoriert werden. Die beiden oberen Kurien konnten sich mit dem Kaiser einigen. Auch wenn dies nicht geschah, billigten sie den Städten kein Entscheidungsrecht zu. Erst der Abschied des Augsburger Reichstages von 1582 gestand dem Reichsstädtekollegium durch ein votum decisivum ein stärkeres politisches Gewicht zu. Der Westfälische Friede hat dies bestätigt. Allerdings konnten sie bei abweichenden Voten von Reichsfürstenrat und Kurfürsten dieses entscheidende Stimmrecht nicht automatisch zur Geltung bringen. Jedoch musste die Position der Reichsstädte dem Kaiser zur Approbierung oder Nichtapprobierung von Reichsgutachten vorgelegt werden.
Im Reichstag selbst hatten die Reichsstädte nur zwei kollektive Kuriatstimmen und nicht wie die Reichsfürsten Virilstimmen. Dies schwächte die Bedeutung des Kollegiums. Untergliedert war das Gremium in die schwäbische Städtebank und die rheinische Städtebank. Auf der schwäbischen Städtebank waren Nürnberg, Augsburg und Regensburg die bedeutendsten Reichsstädte, auf der rheinischen Städtebank waren es Köln, Lübeck und Frankfurt am Main. Vertreter der Reichsstädte auf den Reichsdeputationstagen waren seit 1555 Nürnberg und seit 1559 Köln.
Bis 1663 hatte stets der Stadtrat des gegenwärtigen Tagungsortes die Leitung des Reichsstädtekollegiums inne. Mit der Perpetuierung des Reichstages als Immerwährender Reichstag verblieb der Vorsitz der Kurie dauerhaft bei der Reichsstadt Regensburg. Die Städte selbst schickten aus Kostengründen nicht alle eigene Vertreter zum Reichstag. Nicht selten beauftragten sie einen Regensburger Bürger mit der Vertretung ihrer Interessen.
Die Zahl der Mitgliedsstädte veränderte sich mit der Zu- und Abnahme der Reichsstädte. Die Reichsmatrikel von 1521 führten noch 86 Reichsstädte auf. Im Jahr 1791 gab es noch etwa 51 Reichsstädte (Die wesentlichen Änderungen sind ersichtlich aus der Liste der Freien und Reichsstädte nach Klick auf die Überschrift „Mediatisierung/Ende des Status“). So schieden etwa in der zweiten Hälfte des 17. Jahrhunderts die Städte der elsässischen Dekapolis, Besançon und Straßburg aus, die an Frankreich fielen. Einige, die wie Basel, Mülhausen oder Schaffhausen schon seit längerem zur Schweizerischen Eidgenossenschaft gehörten, zählten seit 1648 auch rechtlich zu dieser. Einige Reichsstädte verloren auch ihre Reichsunmittelbarkeit zu Gunsten eines Fürsten. Neu hinzugekommen im Vergleich zu 1521 war Bremen. Die Reichsstandschaft von Hamburg wurde von Dänemark erst 1768 anerkannt.
Mit dem Ende des alten Reiches erlosch auch das Gremium des Reichsstädtekollegiums. Bis auf Hamburg, Bremen, Lübeck, Frankfurt, Augsburg und Nürnberg wurden im Zuge des Reichsdeputationshauptschlusses alle Reichsstädte mediatisiert.